# Hoogspanningsleiding

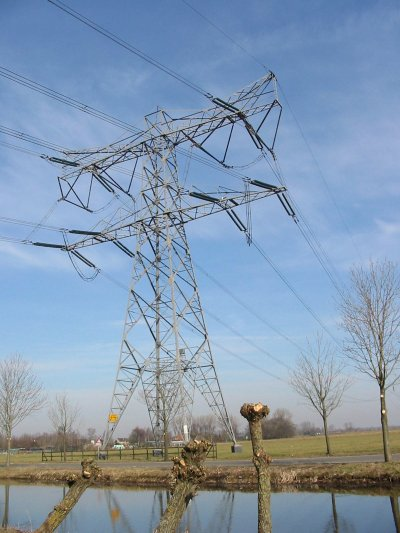
Hoogspanningsmast met lijnen bij Papekop

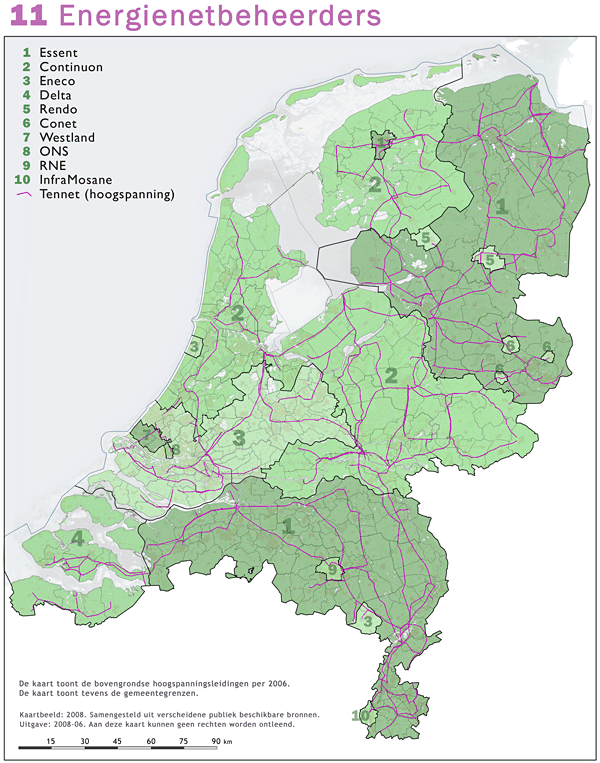
Netwerk van hoogspanningslijnen in Nederland, situatie 2006

Een hoogspanningslijn is een kabel, die wordt gebruikt voor het vervoer van elektriciteit onder hoge spanning over grote afstanden. De kabels, die bij het aanleggen van een hoogspanningslijn worden gebruikt, worden hoogspanningskabels genoemd. Deze kabels maken doorgaans deel uit van een hoogspanningsnet. Zij bevinden zich over het algemeen op land in de lucht en lopen over hoogspanningsmasten. Kabels onder water of in de grond moeten worden geïsoleerd. Hoogspanningslijnen worden in Nederland steeds meer onder de grond aangelegd.

## Lijn
Het in een elektriciteitslijn veroorzaakte energieverlies wordt vooral veroorzaakt door de elektrische weerstand {\displaystyle R} van die leiding:  
{\displaystyle P_{v}=I^{2}R}
met 
{\displaystyle P_{v}} het in de lijnweerstand opgewekte verliesvermogen in watt,
{\displaystyle I} de elektrische stroom in ampère en
{\displaystyle R} de elektrische weerstand van de leiding in ohm.
Het getransporteerde vermogen {\displaystyle P_{t}} is 
{\displaystyle P_{t}=UI}
met 
{\displaystyle U} de elektrische spanning in volt.
Om bij een groot {\displaystyle P_{t}} de verliezen {\displaystyle P_{v}} klein te houden is het dus zaak om de stroom {\displaystyle I} zo laag mogelijk te houden, en de weerstand {\displaystyle R} zo klein mogelijk. Hoe dikker de kabel is, hoe lager de weerstand, maar dikke kabels zijn kostbaar en zwaar. Met een hoge spanning {\displaystyle U} zijn kleine stromen te realiseren en kan de kabeldikte beperkt blijven. Door gebruik te maken van materialen met een lage soortelijke weerstand worden verliezen verder beperkt. Hoewel koper qua geleidbaarheid het gunstigste zou zijn spelen de prijs, koper is duur, het gewicht en de treksterkte van het materiaal een rol. Er wordt daarom meestal vanwege de sterkte voor kabels met een staalkern gekozen en met aluminium draden daaromheen voor een goede geleiding en een lager gewicht.
Een normale geleider van een hoogspanningslijn met 110 kV bestaat uit een zevenaderige staalkern met een totale dwarsdoorsnede-oppervlakte van 60 mm² omgeven door een vlechtwerk van 30 aluminiumaders met een totale dwarsdoorsnede-oppervlakte van 257 mm². Bij een nominale stroom van 560 A per lijn hebben zes leidingen een capaciteit van 215 MVA. 
Met een 380kV-lijn met 1300 A per buitenlijn kan meer dan 900 MVA getransporteerd worden, waarbij de werkelijke capaciteit 600 MW bedraagt.

## Lekstroom
Vanwege de hoge spanning is een goede isolatie nodig. Toch is er altijd enige lekstroom en vooral bij vochtig weer is dit merkbaar door het lawaai bij de isolatoren.
Een geleidend voorwerp dat zich onder de hoogspanningslijn bevindt, zal ten gevolge van de stroom door de leiding veroorzaakte elektrische veldsterkte een stroom, een lage stroom gaan voeren. Dit is soms voelbaar, bijvoorbeeld door een fiets onder de lijn te parkeren en zachtjes met de vinger over het blanke metaal te strijken.
Is het lichaam beter geaard dan de fiets, of andersom, dan is de lekstroom voelbaar.
's Nachts is dit zichtbaar te maken door een tl-buis omhoog te houden. Deze zal dan zachtjes oplichten.

## Tijdelijke portieken
Bij het vervangen of trekken van hoogspanningslijnen is het niet mogelijk om te garanderen dat de kabels zich boven een zekere hoogte blijven bevinden. Als de lijnen te laag hangen, kan dit een gevaarlijke situatie creëren, vooral indien er boven autowegen, spoorwegen of waterwegen gewerkt wordt. Op die plaatsen worden tijdelijke houten bescherming geplaatst om te voorkomen dat de lijnen te laag komen te hangen.

## Gezondheidsrisico's
Er is een correlatie tussen dicht bij een hoogspanningsleiding wonen en leukemie en hersentumoren bij kinderen, maar er is geen bewijs voor een causaal verband.
Aarle Rixtel-Helmond Oost  .
Boxmeer-Dodewaard   · 
Geertruidenberg-Eindhoven · 
Geertruidenberg-Krimpen  .  
Maasbracht-Boekend  · 
Maasbracht-Boxmeer  .
Maasbracht-Dodewaard  · 
Maasbracht-Eindhoven  ·  
Oss-Uden  .
Uden-Aarle Rixtel  .
Draadslachtoffers - Driefasespanning - Dwarsregeltransformator - Elektriciteitscentrale - Hoogspanningsleiding - Hoogspanningsnet - Kortsluitingen in hoog- en laagspanningsnetten - Netbeheerder - Onderstation - Scheidingsschakelaar - Vermogenschakelaar - Vermogenstransformatorwikkeling - Vermogenstransformator